# Desaster
Desaster — немецкая блэк/трэш-метал-группа из города Кобленц. Группа ведёт свою историю с 1988 года.

## Состав

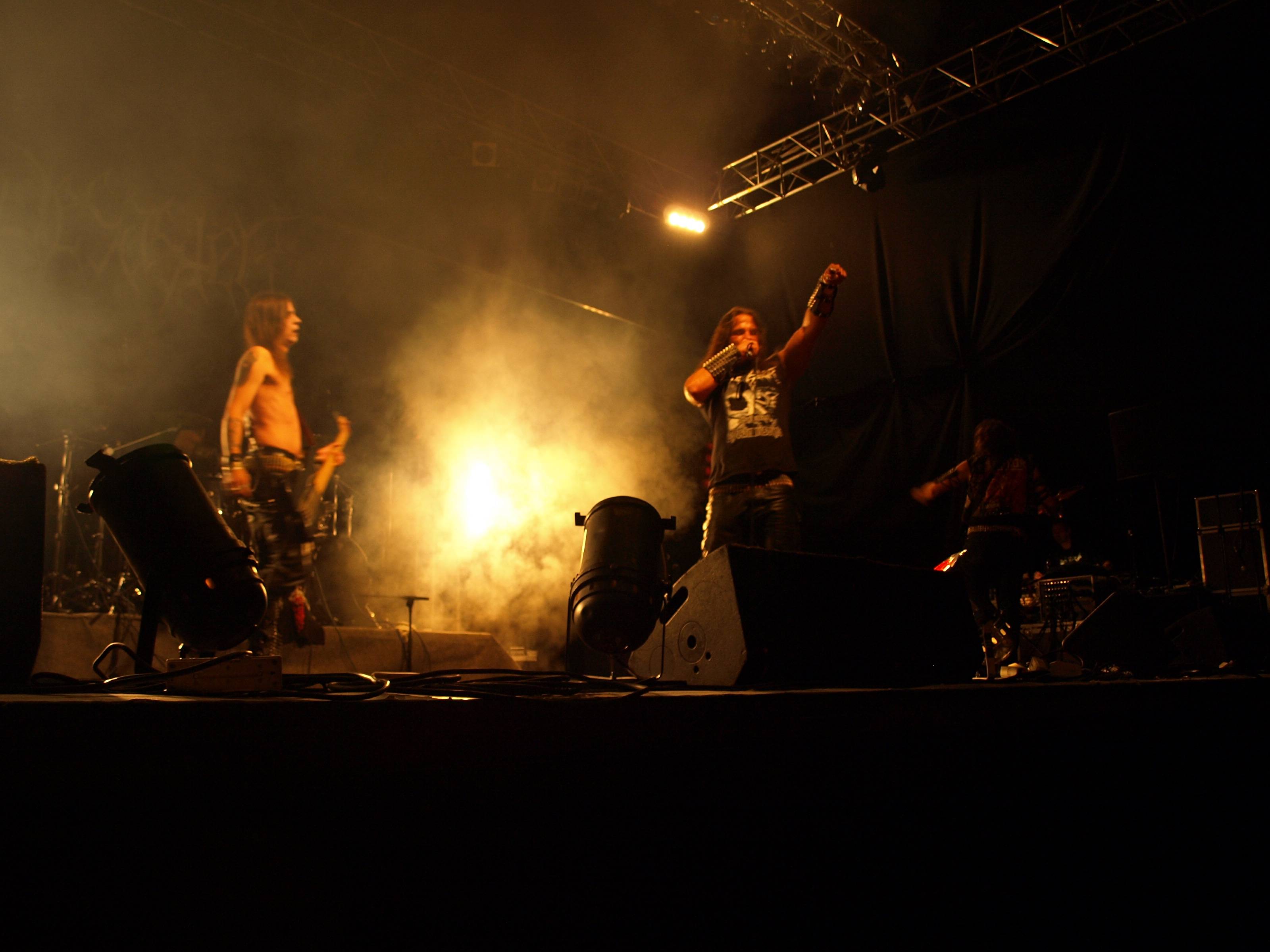
Выступление группы на фестивале Jalometalli 2008 в городе Oulu

### Настоящий состав
- Sataniac (Guido Wissmann) — вокал
- Infernal — гитара
- Odin — бас
- Tormentor — ударные

### Бывшие участники
- Okkulto (1992—2001) — вокал
- Creator Cassie (1988—1990) — вокал, бас
- Thorim (Tobias Moelich) (1995—1996) — ударные
- Luggi (1992—1995) — ударные
- Alexander Arz (1988—1990) — ударные

## Дискография
| Студийные альбомы - A Touch of Medieval Darkness (1996) - Hellfire's Dominion (1998) - Tyrants of the Netherworld (2000) - Divine Blasphemies (2002) - Angelwhore (2005) - 666 - Satan's Soldiers Syndicate (2007) - The Arts od Destruction (2012) - The Oath of an Iron Ritual (2016) - Churches Without Saints (2021) Мини-альбомы - Stormbringer (1997) - Souls of Infernity (2001) - Infernal Voices (2006) Концертные альбомы - Live in Serbian Hell (2003) - Brazilian Blitzkrieg Blasphemies (2014) - Live in Bamberg (2014) | Сплиты - Desaster / Ungod (совместно с Ungod; 1995) - Desaster… in League with… Pentacle (совместно с Pentacle; 2000) - Invaders of Wrath (совместно с The Ironfist; 2005) - Sabbatical Desasterminator (совместно с Sabbat; 2005) - Anniversarius (совместно с Sabbat; 2009) - Imperial Anthems No. 17 (совместно с Soulburn; 2015) - Ancient Gallery Volume 2 — The Battle of Armageddon (совместно с Marduk, Mayhemic Truth, Antichrist, Orcrist, Ancestral Ceremony; 2020) - Desaster / Decayed (совместно с Decayed; 2020) Сборники - Ten Years Of Total Desaster (1999) - 20 Years of Total Desaster (2009) - As the Deadworld Calls (2016) Демо - The Evil Dead Will Rise Again (1989) - The Fog of Avalon (1993) - Lost in The Ages (1994) Синглы - «Ride on for Revenge» (1998) - «Zombie Ritual / Devil's Sword» (2010) - «Black Celebration» (2019) - «Sadistic Salvation» (2022) |